# 彭浩翔
彭浩翔（英語：Pang Ho Cheung，1973年9月22日—），香港電影導演、編劇、作家和演員。他的電影風格屬於黑色幽默、荒誕劇及市井類型。

## 簡介
彭浩翔於香港成長，自幼熱愛電影，14歲時使用兄長的錄像機拍攝短片。他在1986年畢業於喇沙小學，之後在1991年就讀於新法書院太子分校，其後畢業於荃灣佛教能仁書院中學六年級，曾赴台灣就讀國立僑大僑先部，後來於亞洲電視擔任喜劇綜藝科的節目編劇，及於報章與雜誌撰寫影視評論及小說。在1995年，他為林海峰執導的電影《天空小說》撰寫劇本。在1997年，他轉職香港商業電台的節目主持兼且出版長篇小說《全職殺手》，於2001年被拍成同名電影。

## 個人生活
彭浩翔之妻子梁啟緣亦是其執導作品的監製，兩人於2001年成立正在電影製作有限公司；並於2002年出版散文集《婚前婚後3分險》(共2本)，內容談及其婚後生活及日常趣事。
2019年8月，彭浩翔在社交媒體公開宣稱自己是中國大陸五星紅旗的「護旗手」。2021年5月，資深傳媒人黎則奮指出，彭浩翔夫婦已經低調移居加拿大溫哥華，彭浩翔並在飯局上提及香港人在內地執導的機會愈來愈難，因為過不了審查。

## 導演生涯
1999年，他自資拍攝及執導短片《暑期作業》，獲提名角逐台灣金馬獎最佳短片及獲邀參加多個國際影展。
2001年，彭浩翔拍攝首部長片《買兇拍人》，獲得香港電影金紫荊獎最佳編劇及獲提名香港電影金像獎最佳編劇。
2003年，拍攝了紀念杜老誌夜總會的電影《大丈夫》，講述4名小男人瞞着女朋友和妻子嫖妓的故事，獲得香港電影金像獎最佳新晉導演。
2004年，他憑藉《公主復仇記》獲得邀請參加東京國際電影節。
2005年，拍攝了《AV》，講述一群青年學生為實現自己的夢想，向青少年創業基金籌錢拍片，聘請日本AV女優拍攝成人電影，惹起關注。
於2006年拍攝的《伊莎貝拉》，則成為了第56屆柏林國際電影節唯一入圍競賽單元部份的華語電影，最後該部電影的配樂人金培達獲得柏林電影節最佳電影配樂銀熊獎。
於2007年9月上映的《出埃及記》的劇情含有粗口對白，而電檢處卻把《出埃及記》歸類IIB級程度的標準，故此《出埃及記》的審檢過程與電檢處的審檢準則受到廣泛報道。於2007年拍攝的《破事兒》被坊間評為一部緊貼當代香港城市人生活風貌的電影。
於2010年拍攝電影《志明與春嬌》，起源於1993年台灣留學時，受五月天歌曲影響創作。講述新修訂《禁煙條例》實施後，煙民圍在戶外煙灰缸吸煙，因而產生的一段男女關係。彭浩翔與拍檔麥曦茵憑此電影獲得第30屆香港電影金像獎最佳編劇獎。隨後也拍攝續集《春嬌與志明》(2012年)、《春嬌救志明》(2017年)。
於2010年電影《維多利亞壹號》成為了烏甸尼斯遠東電影節開幕電影作全球首映，以香港樓市為題材，描述一位努力工作仍難以在樓價飛漲下買樓的女子，導致精神崩潰變成連環殺手的故事。
2012年彭浩翔執導《低俗喜劇》，杜汶澤、鄭中基和陳靜領銜主演。
2012年3月在香港國際電影節首映，2012年8月9日在香港正式上映。香港票房$30,069,986，成为2012年港產電影票房第二位。
2013年12月，彭浩翔以演員身分正式簽約香港太陽娛樂文化公司。
2014年，自编自导家庭伦理片《香港仔》，该片被选为第38届香港国际电影节开幕电影；同年，执导改编自罗曼夫书籍的爱情喜剧片《撒娇女人最好命》，该片由周迅、黄晓明合作主演。
2017年，执导由杨千嬅、余文乐合作主演的爱情喜剧片《春娇救志明》。
2019年，彭浩翔首部贺岁片《恭喜八婆》上映。

## 創作

### 小說作品
- 《oh! shit!》
- 《進攻女生宿舍》
- 《黃昏動物園》
- 《全職殺手》
- 《天空小說》(廣播劇劇本)
- 《婚前婚後3分險Season 1:忽然己婚》
- 《婚前婚後3分險Season 2:斷食害人》
- 《好想哭》(廣播劇劇本)
- 《愛麗絲的純情夢遊》(廣播劇劇本)
- 《一種風流》(蘋果日報專欄《大龍鳳》結集)
- 《破事兒》
- 《純情夢遊》
- 《愛得喪盡天良》
- 《壹種風流》
- 《三盒會》
- 《愛的地下教育》
- 《志明與春嬌 電影小說》
- 《碎碎唸》
- 《再不相愛就軟了》
- 《嘴賤是怎樣煉成的》
- 《嘴賤是怎樣煉成的 2.0》
- 《怪力亂神碎花裙》[8]

### 執導電影
| 年份 | 中文片名           | 職銜       | 主演                                                           | 香港票房（港圆） | IMDb评分               | 備註 |
| 1988 | 《智勇三熊》(短片) | 導演、演員 |                                                                |                  |                        | 14歲時自導自演 |
| 1988 | 《銀行劫案》(短片) | 導演、演員 |                                                                |                  |                        | 14歲時自導自演 |
| 1999 | 《暑期作業》(短片) | 導演       |                                                                |                  |                        | |
| 2001 | 《買兇拍人》       | 導演、編劇 | 張達明、葛民輝                                                 | 1,778,868        | 7.5/10（2014年1月查）  | 第21屆香港電影金像獎最佳編劇提名 第7届香港電影金紫荊獎最佳編劇 |
| 2003 | 《大丈夫》         | 導演、編劇 | 曾志偉、杜汶澤、陳小春                                         | 10,737,000       | 7.0/10（2014年1月查）  | 香港電影評論學會大獎推薦電影 第23屆香港電影金像獎新晉導演、最佳男配角（梁家輝） 第40屆金馬獎最佳導演、最佳編劇等四項提名                                                                                  |
| 2004 | 《公主復仇記》     | 導演、編劇 | 鍾欣桐、吳彥祖、陶紅                                           | 3,700,000        | 7.1/10（2014年1月查）  | 第10届香港電影金紫荊獎十大華語片、最佳編劇 |
| 2005 | 《AV》             | 導演、編劇 | 黃又南、周俊偉、曾國祥、 徐天佑、周振輝、天宮真奈美            |                  | 6.8/10（2014年1月查）  | 第11届香港電影金紫荊獎十大華語片 |
| 2006 | 《伊莎貝拉》       | 導演、編劇 | 杜汶澤、梁洛施                                                 | 2,030,000        | 7.1/10（2014年1月查）  | 柏林電影節競賽電影、最佳電影音樂銀熊獎(金培達) 第27屆葡萄牙波爾圖國際電影節─亞洲賽最佳電影獎、最佳女主角(梁洛施) 第12届香港電影金紫荊獎最佳新演員獎(梁洛施)) 第26屆香港電影金像獎最佳原創電影音樂(金培達) |
| 2007 | 《出埃及記》       | 導演、編劇 | 任達華、溫碧霞、劉心悠、張家輝、邵美琪、余安安、林家棟、詹瑞文 |                  | 6.4/10（2014年1月查）  | 西班牙聖塞巴斯蒂安國際電影節最佳摄影奖(林志堅) |
| 2007 | 《破事兒》         | 導演、編劇 | 陳奕迅、鍾欣桐、鄧麗欣、杜汶澤、 田蕊妮、陳冠希、鄭融、余文樂  | 3,700,000        | 7.0/10（2014年1月查）  | 第45屆金馬獎最佳導演、最佳改編劇本等四項提名 |
| 2010 | 《志明與春嬌》     | 導演、編劇 | 楊千嬅、余文樂                                                 | 6,380,000        | 7.2/10（2014年1月查）  | 第30屆香港電影金像獎最佳編劇 香港電影評論學會大獎推薦電影 第6屆香港電影導演會年度大獎年度杰出导演及年度推介电影 第5屆亞洲電影大獎最佳編劇提名                                                             |
| 2010 | 《維多利亞壹號》   | 導演、編劇 | 何超儀、陳奕迅                                                 | 2,950,000        | 6.6/10（2014年1月查）  | 第12屆烏甸尼斯遠東電影節開幕電影 第43屆西班牙錫切斯國際電影節最佳女主角(何超儀)和最佳特技化妝 |
| 2012 | 《春嬌與志明》     | 導演、編劇 | 楊千嬅、余文樂、楊冪、徐崢                                     | 27,974,902       | 7.0/10（2014年1月查）  | 第32屆香港電影金像獎最佳女主角(楊千嬅)、最佳導演、最佳編劇提名 2012年香港最賣座華語片第三名 |
| 2012 | 《低俗喜劇》       | 導演、編劇 | 杜汶澤、鄭中基、陳靜                                           | 30,069,986       | 6.3/10（2014年1月查）  | 富川國際奇幻電影節最佳亞洲電影大獎 第49屆金馬獎最佳男配角(鄭中基) 第32屆香港電影金像獎最佳男配角(鄭中基)、最佳女配角(陳靜)、最佳電影 、最佳編劇等6項提名 2012年香港最賣座華語片第二名                     |
| 2014 | 《香港仔》         | 導演、編劇 | 古天樂、梁詠琪、楊千嬅、曾志偉、吳孟達、吳家麗                 | 8,334,180        | 6.1/10（2014年10月查） | 第34屆香港電影金像獎最佳電影、最佳編劇、最佳男配角等7項提名 |
| 2014 | 《撒嬌女人最好命》 | 導演、編劇 | 周迅、黃曉明、隋棠、謝依霖                                     |                  |                        | |
| 2017 | 《春嬌救志明》     | 導演       | 楊千嬅、余文樂、蔣夢婕                                         | 30,256,619       | 6.7/10（2017年9月查）  | |
| 2019 | 《恭喜八婆》       | 導演       | 陳逸寧、徐天佑、梁詠琪、陳靜、丁可欣、林兆霞、梁洛施           |                  |                        | 已賣出翻拍版權 |

### 監製電影
- 2010年 《指甲刀人魔》 （短片）
- 2010年 《謊言大作戰》 （短片）
- 2010年 《愛在微博蔓延時》 （短片）
- 2010年 《假戲真做》 （短片）
- 2013年 《飛虎出征》
- 2015年 《同班同學》
- 2016年 《身後仕》
- 2016年 《三伏天》
- 2017年 《指甲刀人魔》
- 2025年 《謊島美人魚》

### 參與製作舞台劇
- 《烈女講義》（茜利妹主演）
- 《再生緣(Recycle)》（陶傑編劇）

## 演出作品

### 電視劇（香港電台）
- 1999年：《完全學生手冊》飾 吳多明
- 2000年：《反斗英語》之《拍西片》 飾 阿拔

### 電影
- 2013年：《爛滾夫鬥爛滾妻》
- 2017年：《春嬌救志明》
- 2019年：《恭喜八婆》

### 電視劇（ViuTV）
- 2018年：《VR驅魔人》

### 主持節目（亞洲電視）
- 1998年：《一級奸爸爹》

## 外部連結
- 彭浩翔個人網頁 （页面存档备份，存于）
- 彭浩翔在互联网电影资料库（IMDb）上的資料（英文）
- 彭浩翔在香港影庫上的簡介
- 彭浩翔的新浪微博
- 彭浩翔的Instagram帳戶
- Pang Ho Cheung in pinkwork (sound & video) （页面存档备份，存于）
- 彭浩翔博客 新浪網 中國 （页面存档备份，存于）
- 彭浩翔 Yahoo! Blog （页面存档备份，存于）